# Marco Tropea
Marco Tropea (Milano, 2 novembre 1942 – Milano, 10 gennaio 2023) è stato un editore, giornalista, scrittore, traduttore e autore televisivo italiano, che nel 1996 fondò la Marco Tropea Editore, società con un ricco catalogo di narrativa e saggistica italiana e straniera, attiva fino al 2014.
Traduceva dall'inglese e dallo spagnolo ed era specializzato nel giallo e generi affini. Fu dallo zio Alberto Tedeschi, direttore del Giallo Mondadori, che apprese il mestiere.

## Biografia
Frequentò il Liceo classico Giovanni Berchet e la facoltà di lettere dell'Università degli Studi di Milano. Dal 1973 fu giornalista professionista, lavorò come editor di narrativa straniera per Mondadori fino al 1989, quando fondò con Laura Grimaldi la casa editrice Interno Giallo. Passò quindi a Longanesi come coordinatore delle case editrici del gruppo. In seguito fu direttore editoriale de il Saggiatore e nel 1996 fondò la società Marco Tropea Editore.
Con Grimaldi fu autore di Giallo, ultima trasmissione condotta da Enzo Tortora. 
È morto a Milano il 10 gennaio 2023 a 80 anni.

## Opere
- [con Laura Grimaldi] Elementare signor presidente'': satira giallo politica, Milano, Mondadori, 1977
- [cura con Laura Grimaldi] Gli eroi dell'ombra, Milano, Mondadori, 1981
- [con Laura Grimaldi] Elementare signor presidente: dieci anni dopo, Milano, Mondadori, 1987